# Acanthesthes
Acanthesthes – rodzaj chrząszczy z rodziny kózkowatych i podrodziny zgrzypikowych.

## Zasięg występowania
Przedstawiciele tego rodzaju występują w RPA.

## Systematyka
Do Acanthesthes należą 2 gatunki:
- Acanthesthes amycteroides
- Acanthesthes crispa